# Gouvernement Paroubek
 (septembre 2023).
Si vous disposez d'ouvrages ou d'articles de référence ou si vous connaissez des sites web de qualité traitant du thème abordé ici, merci de compléter l'article en donnant les références utiles à sa vérifiabilité et en les liant à la section « Notes et références ».
République tchèque
Gross Topolánek I
Le gouvernement Paroubek (en tchèque : Vláda Jiřího Paroubka) est le gouvernement de la République tchèque entre le 25 avril 2005 et le 4 septembre 2006, durant la quatrième législature de la Chambre des députés.

## Historique du mandat
Dirigé par le nouveau président du gouvernement social-démocrate Jiří Paroubek, précédemment ministre du Développement régional, il est constitué et soutenu par une coalition entre le Parti social-démocrate tchèque (ČSSD), l'Union chrétienne démocrate - Parti populaire tchécoslovaque (KDU-ČSL) et l'Union de la liberté-Union démocratique (US-DEU). Ensemble, ils disposent de 101 députés sur 200, soit 50,5 % des sièges de la Chambre des députés.
Il est formé à la suite de la démission de Stanislav Gross, au pouvoir depuis août 2004.
Il succède donc au gouvernement Gross, constitué et soutenu par une coalition identique.

### Formation
Au mois de mars 2005, Gross se trouve incapable de justifier de la provenance des fonds lui ayant permis d'acheter son appartement de luxe à Prague. Bien qu'il ait surmonté une motion de censure, il annonce le 9 avril qu'il compte remettre sa démission et propose que le vice-ministre des Affaires étrangères Jan Kohout lui succède. Un nouvel accord de coalition est conclu le 19 avril et désigné Paroubek pour la présidence de l'exécutif.
Le gouvernement, assermenté le 25 avril par le président de la République Václav Klaus, remporte le vote de confiance le 13 mai par 101 voix pour et 99 voix contre.

### Succession
Lors des élections législatives des 2 et 3 juin 2006, la gauche et la droite remportent chacune l'exacte majorité des sièges. Paroubek, incapable de constituer une nouvelle majorité, remet sa démission le 16 août. Mirek Topolánek lui succède finalement et forme son premier cabinet le 4 septembre.

## Composition
- Les nouveaux ministres sont indiqués en gras, ceux ayant changé d'attributions en italique.

| Portefeuille                                                                | Titulaire | Titulaire                                                                   | Parti   |
| --------------------------------------------------------------------------- | --------- | --------------------------------------------------------------------------- | ------- |
| Président du gouvernement                                                   |           | Jiří Paroubek                                                               | ČSSD    |
| Premier vice-président du gouvernement Ministre des Finances                |           | Bohuslav Sobotka                                                            | ČSSD    |
| Vice-président du gouvernement Ministre de la Justice                       |           | Pavel Němec                                                                 | US-DEU  |
| Vice-président du gouvernement Ministre du Travail et des Affaires sociales |           | Zdeněk Škromach                                                             | ČSSD    |
| Vice-président du gouvernement Ministre des Transports                      |           | Milan Šimonovský                                                            | KDU-ČSL |
| Vice-président du gouvernement Chargé des Affaires économiques              |           | Martin Jahn (jusqu'au 03/01/2006)                                           | Sans    |
| Vice-président du gouvernement Chargé des Affaires économiques              |           | Jiří Havel                                                                  | ČSSD    |
| Ministre des Affaires étrangères                                            |           | Cyril Svoboda                                                               | KDU-ČSL |
| Ministre de la Défense                                                      |           | Karel Kühnl                                                                 | US-DEU  |
| Ministre de l'Intérieur                                                     |           | František Bublan                                                            | Sans    |
| Ministre de l'Environnement                                                 |           | Libor Ambrozek                                                              | KDU-ČSL |
| Ministre du Développement régional                                          |           | Radko Martínek                                                              | ČSSD    |
| Ministre de l'Industrie et du Commerce                                      |           | Milan Urban                                                                 | ČSSD    |
| Ministre de l'Agriculture                                                   |           | Petra Zgarbu (jusqu'au 16/11/2005) Jan Mládek                               | ČSSD    |
| Ministre de l'Éducation, de la Jeunesse et des Sports                       |           | Petra Buzková                                                               | ČSSD    |
| Ministre de la Culture                                                      |           | Pavel Dostál (mort le 24/07/2005) Vítězslav Jandák (à partir du 18/08/2005) | ČSSD    |
| Ministre de la Santé                                                        |           | Milada Emmerová (jusqu'au 12/10/2005) Zdeněk Škromach (jusqu'au 4/11/2005)  | ČSSD    |
| Ministre de la Santé                                                        |           | David Rath (à partir du 04/11/2005)                                         | Sans    |
| Ministre de l'Informatique                                                  |           | Dana Bérová                                                                 | Sans    |
| Ministre sans portefeuille Président du Conseil législatif                  |           | Pavel Zářecký                                                               | Sans    |